# 人四
人四（飛馬座9），又名BD+16 4582，HD 206859、SAO 107365、HR 8313，是飛馬座的一颗恒星，视星等为4.34，位于銀經71.98，銀緯-26.51，其B1900.0坐标为赤經21h 39m 46.5s，赤緯+16° -26.51′ 28″。